# Mesokalliapseudes thalasispelius
Mesokalliapseudes thalasispelius is een naaldkreeftjessoort uit de familie van de Kalliapseudidae. De wetenschappelijke naam van de soort is voor het eerst geldig gepubliceerd in 2006 door Gutu.